# Лата (приток Лобвы)
Лата — река в России, протекает по Свердловской области. Устье реки находится в 47 км по правому берегу реки Лобва у посёлка Лопаево. Длина реки составляет 31 км.
Справа в 7,8 км от устья в Лату впадает Крутая Лата.
Система водного объекта: Лобва → Ляля → Сосьва → Тавда → Тобол → Иртыш → Обь → Карское море.

## Данные водного реестра
По данным государственного водного реестра России относится к Иртышскому бассейновому округу, водохозяйственный участок реки — Тавда от истока и до устья, без реки Сосьва от истока до водомерного поста у деревни Морозково, речной подбассейн реки — Тобол. Речной бассейн реки — Иртыш.
Код объекта в государственном водном реестре — 14010502512111200011116.